# Petropedetes juliawurstnerae
Petropedetes juliawurstnerae es una especie de anfibio anuro de la familia Petropedetidae.

## Distribución geográfica
Esta especie es endémica del monte Koupé, el monte Meke y las montañas Bakossi en Camerún.

## Etimología
Esta especie lleva el nombre en honor a Julia A. Wurstner. 

## Publicación original
- Barej, Rödel, Gonwouo, Pauwels, Böhme & Schmitz, 2010 : Review of the genus Petropedetes Reichenow, 1874 in Central Africa with the description of three new species (Amphibia: Anura: Petropedetidae). Zootaxa, n.º 2340, p. 1-49.[3]